# عرنه
عرنه (به عربی: عرنة) یک روستا در سوریه است که در استان ریف دمشق واقع شده‌است. عرنه ۳٬۱۴۶ نفر جمعیت دارد.